# Trichosia nigriclava
Trichosia nigriclava är en tvåvingeart som först beskrevs av Gabriel Strobl 1893.  Trichosia nigriclava ingår i släktet Trichosia och familjen styltflugor.
Artens utbredningsområde är Österrike. Inga underarter finns listade i Catalogue of Life.